# Archaeromma nearcticum
Archaeromma nearcticum is een vliesvleugelig insect uit de familie Mymarommatidae. De wetenschappelijke naam is voor het eerst geldig gepubliceerd in 1975 door Yoshimoto.